# Canton de la Teste-de-Buch
Pour les articles homonymes, voir Teste et Buch.
Le canton de la Teste-de-Buch est une circonscription électorale française située dans le département de la Gironde et la région Nouvelle-Aquitaine.

## Histoire
De 1833 à 1848, les cantons d'Audenge, de Belin et de La Teste avaient le même conseiller général. Le nombre de conseillers généraux était limité à 30 par département.
Le canton de la Teste-de-Buch a été créé en 1994.
Un nouveau découpage territorial de la Gironde (département) entre en vigueur à l'occasion des premières élections départementales suivant le décret du 20 février 2014. Les conseillers départementaux sont, à compter de ces élections, élus au scrutin majoritaire binominal mixte. Les électeurs de chaque canton élisent au Conseil départemental, nouvelle appellation du Conseil général, deux membres de sexe différent, qui se présentent en binôme de candidats. Les conseillers départementaux sont élus pour 6 ans au scrutin binominal majoritaire à deux tours, l'accès au second tour nécessitant 12,5 % des inscrits au 1er tour. En outre la totalité des conseillers départementaux est renouvelée. Ce nouveau mode de scrutin nécessite un redécoupage des cantons dont le nombre est divisé par deux avec arrondi à l'unité impaire supérieure si ce nombre n'est pas entier impair, assorti de conditions de seuils minimaux. Dans la Gironde, le nombre de cantons passe ainsi de 63 à 33. Le nombre de communes du canton de la Teste-de-Buch passe de 3 à 2.
Le nouveau canton de la Teste-de-Buch est formé de communes des anciens cantons de Arcachon (1 commune) et de La Teste-de-Buch (1 commune). Il est entièrement inclus dans l'arrondissement de Arcachon. Le bureau centralisateur est situé à La Teste-de-Buch.

## Géographie
Ce canton est organisé autour de La Teste-de-Buch dans l'arrondissement d'Arcachon. Son altitude varie de 0 m à 101 m (La Teste de Buch) pour une altitude moyenne de 4 m.

## Représentation

### Conseillers généraux de 1833 à 2015
| Période | Période          | Identité                                 | Étiquette                     | Qualité |
| ------- | ---------------- | ---------------------------------------- | ----------------------------- | --- |
| 1833    | 1834 (démission) | Antoine de Sauvage (1793-1852)           | Royaliste                     | Inspecteur général de la navigation et des ports Maire d'Andernos (1826-1834) Nommé receveur-général                                  |
| 1834    | 1848             | Pierre-Jean Baleste-Marichon (1793-1858) |                               | Notaire, maire de Mios (1827-1841), conseiller d'arrondissement                                                                       |
| 1848    | 1856             | Albert Dumora                            |                               | Notaire à La Teste |
| 1856    | 1864             | Ange Duchesne                            |                               | Commissaire de l'inscription maritime à La Teste                                                                                      |
| 1864    | 1871             | Charles Rhoné-Péreire                    |                               | Propriétaire, Ingénieur de l'École Centrale des Arts et Manufactures                                                                  |
| 1871    | 1874             | Auguste Lalesque                         | Républicain                   | Médecin, maire de La Teste (1870-1874 et 1876-1878)                                                                                   |
| 1874    | 1899             | Léon Lesca                               | Conservateur puis Républicain | Propriétaire à Bordeaux Entrepreneur de travaux publics                                                                               |
| 1899    | 1904             | James Veyrier-Montagnères                | Républicain                   | Propriétaire à Bordeaux Maire d'Arcachon (1897-1922)                                                                                  |
| 1904    | 1940             | Pierre Dignac                            | RG                            | Propriétaire Maire de La Teste (1902-1941), député (1919-1942), Sous-Secrétaire d'Etat (1931-1932)                                    |
|         |                  |                                          |                               | |
| 1943    | 1945             | Jean-Louis Bezian                        | ?                             | Maire de Gujan-Mestras Nommé conseiller départemental en 1943                                                                         |
|         |                  |                                          |                               | |
| 1945    | 1951             | Abbé Charles Martin                      | DVG                           | Directeur d'institution scolaire Maire d'Arcachon (1944-1947)                                                                         |
| 1951    | 1964             | Jean-Louis Bezian                        | CNIP                          | Médecin Maire de Gujan-Mestras |
| 1964    | 1976             | Aristide Ichard                          | CNIP puis DVG                 | Médecin Maire de La Teste-de-Buch (1951-1977)                                                                                         |
| 1976    | 1982             | Michel Bezian                            | DVD                           | Médecin Maire de Gujan-Mestras (1965-2006)                                                                                            |
| 1982    | 1988             | Jean-Louis Fouilhac                      | UDF-CDS                       | Adjoint au maire de La Teste |
| 1988    | 2008             | René Serrano                             | PS                            | Conseiller municipal de La Teste |
| 2008    | 2015             | Jacques Chauvet                          | DVD                           | Conseiller en Gestion de Patrimoine Indépendant Premier adjoint au maire de Gujan-Mestras Elu en 2015 dans le Canton de Gujan-Mestras |

### Conseillers d'arrondissement (de 1833 à 1940)
Le canton de La Teste appartenait à l'arrondissement de Bordeaux.
| Période                                  | Période      | Identité                                       | Étiquette                         | Qualité |
| ---------------------------------------- | ------------ | ---------------------------------------------- | --------------------------------- | --- |
| 1833                                     | 1834         | Pierre-Jean Baleste-Marichon                   |                                   | Notaire, maire de Mios Élu également dans le canton d'Audenge                                               |
| 1834                                     | 1848         | M. Dumora fils ainé                            |                                   | Négociant à La Teste                                                                                        |
|                                          |              |                                                |                                   | |
| 1877                                     | 1883         | Ferdinand Sémiac (1811-1894)                   | Républicain                       | Pharmacien, adjoint puis maire de La Teste                                                                  |
| 1883                                     | 1895         | Édouard Larroque                               | Républicain                       | Négociant, maire de Gujan-Mestras                                                                           |
| 1895                                     | 1897 (décès) | Charles-Auguste Denys de Damrémont (1855-1897) | Républicain rallié                | Maire d'Arcachon                                                                                            |
| 4 juillet 1897                           | 1907         | Jean Aimé Bourdier (1854-1925)                 | Républicain                       | Médecin, conseiller municipal d'Arcachon Élu dans le canton d'Arcachon                                      |
| 1907                                     | 1913         | Aurélien Daisson                               |                                   | Maire de Gujan-Mestras                                                                                      |
| 1913                                     | 1925         | Louis Dufourg                                  | Républicain                       | Médecin, conseiller municipal puis maire de Gujan-Mestras                                                   |
| 1925                                     | 1940         | Louis Bézian                                   | Alliance démocratique et radicale | Médecin, maire de Gujan-Mestras                                                                             |
| 1940                                     |              |                                                |                                   | Les conseils d'arrondissement ont été suspendus par la loi du 12 octobre 1940 et n'ont jamais été réactivés |
| Les données manquantes sont à compléter. |              |                                                |                                   | |

### Conseillers départementaux depuis 2015
| Période élective | Période élective | Mandat | Mandat   | Identité            | Nuance | Nuance | Qualité |
| ---------------- | ---------------- | ------ | -------- | ------------------- | ------ | ------ | --- |
| 2015             | 2021             | 2015   | 2021     | Jean-Jacques Eroles |        | DVD    | Maire de La Teste-de-Buch (2008-2020), conseiller municipal (opposition) depuis 2020                                    |
| 2015             | 2021             | 2015   | 2021     | Yvette Maupilé      |        | LR     | Conseillère municipale d'Arcachon déléguée au tourisme jusqu'en 2020 Ancienne conseillère générale du Canton d'Arcachon |
| 2021             | 2028             | 2021   | en cours | May Antoun          |        | DVD    | Gériatre Conseillère municipale d'Arcachon                                                                              |
| 2021             | 2028             | 2021   | en cours | Patrick Davet       |        | LR     | Agent général d'assurances Maire de La Teste-de-Buch                                                                    |

### Résultats détaillés

#### Élections de mars 2015
À l'issue du 1er tour des élections départementales de 2015, deux binômes sont en ballottage : Jean-Jacques Eroles et Yvette Maupilé (Union de la Droite, 48,86 %) et Lydie Croizier et Laurent Lamara (FN, 23,09 %). Le taux de participation est de 49,78 % (15 119 votants sur 30 374 inscrits) contre 50,54 % au niveau départemental et 50,17 % au niveau national.
Au second tour, Jean-Jacques Eroles et Yvette Maupilé (Union de la Droite) sont élus avec 72,38 % des suffrages exprimés et un taux de participation de 48,51 % (9 500 voix pour 14 733 votants et 30 374 inscrits).
Jean-Jacques Eroles, ex-LR, s'est présenté à la tête d'une liste DVD aux élections municipales de 2020.

#### Élections de juin 2021
Le premier tour des élections départementales de 2021 est marqué par un très faible taux de participation (33,26 % au niveau national). Dans le canton de la Teste-de-Buch, ce taux de participation est de 34,81 % (11 284 votants sur 32 418 inscrits) contre 33,41 % au niveau départemental. À l'issue de ce premier tour, deux binômes sont en ballottage : May Antoun et Patrick Davet (Union à droite, 57,12 %) et Francine Erb et Laurent Lamara (RN, 18,18 %).
Le second tour des élections est marqué une nouvelle fois par une abstention massive équivalente au premier tour. Les taux de participation sont de 34,36 % au niveau national, 33,6 % dans le département et 36,79 % dans le canton de la Teste-de-Buch. May Antoun et Patrick Davet (Union à droite) sont élus avec 79,08 % des suffrages exprimés (8 662 voix pour 11 930 votants et 32 424 inscrits),,. 

## Composition

### Composition avant 2015
Le canton de la Teste-de-Buch regroupe trois communes.
| Nom                          | Code Insee | Codepostal  | Superficie (km2) | Population (dernière pop. légale) | Densité (hab./km2) |
| ---------------------------- | ---------- | ----------- | ---------------- | --------------------------------- | ------------------ |
| La Teste-de-Buch (chef-lieu) | 33529      | 33115 33260 | 180,20           | 24 952 (2012)                     | 138                |
| Gujan-Mestras                | 33199      | 33470       | 53,99            | 20 136 (2012)                     | 373                |
| Le Teich                     | 33527      | 33470       | 87,08            | 6 891 (2012)                      | 79                 |

### Composition à partir de 2015
Le nouveau canton de la Teste-de-Buch comprend les deux communes suivantes.
| Nom                                      | Code Insee | Intercommunalité         | Superficie (km2) | Population (dernière pop. légale) | Densité (hab./km2) | Modifier                                    |
| ---------------------------------------- | ---------- | ------------------------ | ---------------- | --------------------------------- | ------------------ | ------------------------------------------- |
| La Teste-de-Buch (bureau centralisateur) | 33529      | CA Bassin d'Arcachon Sud | 180,20           | 27 141 (2022)                     | 151                | modifier les données · modifier les données |
| Arcachon                                 | 33009      | CA Bassin d'Arcachon Sud | 7,56             | 10 895 (2022)                     | 1 441              | modifier les données · modifier les données |
| Canton de la Teste-de-Buch               | 3332       |                          | 187,76           | 38 036 (2022)                     | 203                | modifier les données                        |

## Démographie

### Démographie avant 2015
| 1999   | 2006   | 2011   | 2012   |
| ------ | ------ | ------ | ------ |
| 42 750 | 47 990 | 51 162 | 51 979 |

### Démographie depuis 2015
En 2022, le canton comptait 38 036 habitants, en évolution de +2 % par rapport à 2016 (Gironde : +6,91 %, France hors Mayotte : +2,11 %).
| 2013   | 2018   | 2022   |
| ------ | ------ | ------ |
| 36 063 | 37 815 | 38 036 |